# Johannes Tesmar

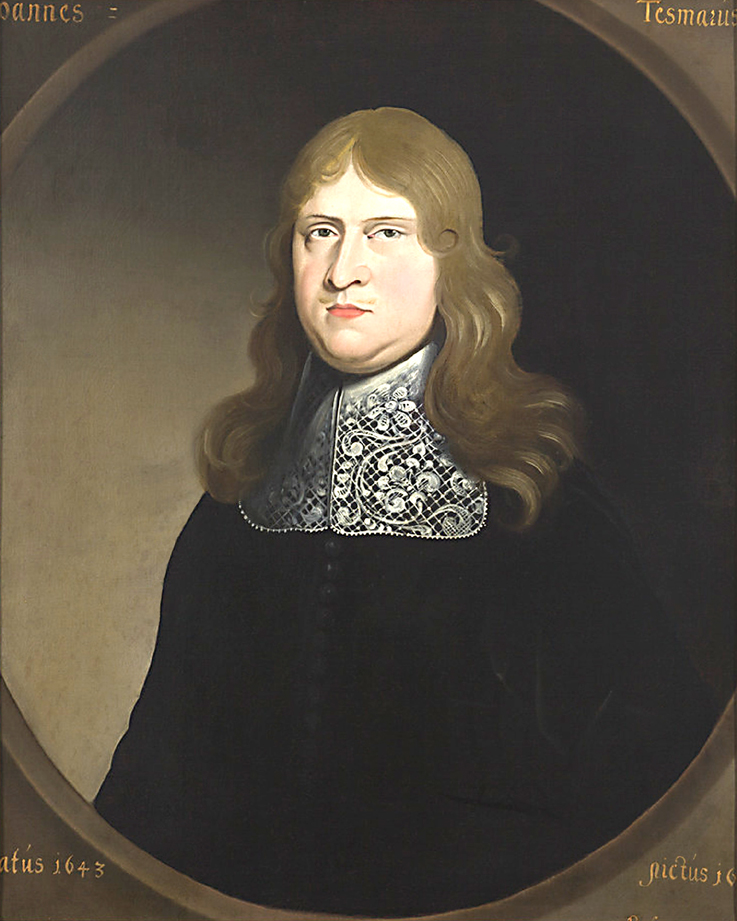
Porträt von 1677

Johannes Tesmar (auch Johann Tesmar; * 23. Juli 1643 in Bremen; † 23. September 1693 in Marburg) war ein deutscher Rechtswissenschaftler und Hochschullehrer.

## Leben
Tesmars Vater und Großvater waren Gymnasialprofessoren. Sein Vater starb 1654 als Gymnasialrektor in Emden, wodurch die Familie nicht selbst für die Ausbildung aufkommen konnte. Er ging zurück zu Verwandten nach Bremen. Von 1659 bis 1662 besuchte er das dortige Gymnasium. 1662 nahm er ein Studium der Rechtswissenschaft an der Universität Groningen auf, wechselte mit einem Aufenthalt in Berlin 1664 an die Brandenburgische Universität Frankfurt. 1666 kam er mit Kurfürst Friedrich Wilhelm von Brandenburg ins Herzogtum Kleve. Er setzte seine Studien an der Universität Duisburg fort, lehnte 1666 eine Professur der Beredsamkeit an der Hohen Schule zu Burgsteinfurt ab. Er setzte stattdessen seine Studien an der Universität Heidelberg fort, kam an die Universität Orléans, an der er zum Doktor beider Rechte promoviert wurde. Anschließend kam er nach Paris. Von dort aus begleitete er James Scott, 1. Duke of Monmouth nach England.
Tesmar nahm im August 1668 einen Ruf als Professor der Rechte und der Beredsamkeit an die Hohe Schule zu Burgsteinfurt an. Im Auftrag des Grafen Ernst Wilhelm zu Bentheim und Steinfurt unternahm er diplomatische Missionen nach Berlin und Bremen. Er wurde zudem zum Gogreven der Grafschaft Steinfurt ernannt, die Ernennung zum Fiskaladvokat lehnte er ab. Die Grafschaft vertrat er auch 1670 in Münster, 1671 beim Kreistag in Bielefeld und 1671 in Den Haag und 1672 in Berlin. Ein Ruf 1672 an die Universität Leiden konnte aufgrund der Ermordung von Johan de Witt nicht realisiert werden.
Tesmar folgte 1674 einem Ruf als ordentlicher Professor der Rechte an die Universität Marburg. 1683 stieg er zum zweiten und 1684 zum ersten ordentlichen Professor der Rechte auf. In den Jahren 1680 und 1683 leitete er als Dekan die Juristische Fakultät, 1684 als Rektor die Universität und in den Jahren 1677, 1682 und 1688 vertrat er als Deputierter die Universität bei den Landtagen der Landstände der Landgrafschaft Hessen in Kassel.

## Werke (Auswahl)
- Tribunal Principis Peregrinantis, Sive Ex Illustris Facti specie Disputata Iuris Quaestio: An absolutae Maiestatis character Possessori suo etiam in alieno Territorio liberum Iurisdictionis in suos exercitium praestet?, Schadewitz, Marburg 1675.
- De Judaeis et juribus quibusdam circa eos observandis, Schadewitz, Marburg 1677.
- De Restitutione Honoris Per Anatomiam, Göring, Marburg 1679.
- Processus gentilium in Christianos sub Troiano Caesare institutus et illustr. Kürsner, Marburg 1681.
- Dissertationum Academicarum , Kürsner, Marburg 1686.